# Katarina Kosača-Kotromanić
Katarina Kosača-Kotromanić, rodnim imenom Katarina Vukčić Kosača (Blagaj, 1424. – Rim, 25. listopada 1478.), bila je kraljica Bosne kao supruga kralja Stjepana Tomaša Kotromanića, pretposljednjega bosanskog kralja. Rođena je u obitelji Kosača. 
Dana 26. svibnja 1446. obavljeno je njezino vjenčanje s bosanskim kraljem Stjepanom Tomašem Ostojićem u Milodražu, u blizini Kiseljaka. Za Za tu prigodu bila je pripravljena zlatna kruna ukrašena biserima i dragim kamenjem, koja je do tada bila pohranjena u riznici crkve Sv. Dujma u Splitu.
Kraljica Katarina smatra se jednom od najznačajnijih osoba u povijesti Bosne i Hercegovine. U liturgijskoj knjizi Martyrologium Franciscanum vodi se i kao blaženica.

## Životopis
Rođena je u Blagaju kod Mostara oko 1424. godine, od Jelene Balšić, kćeri Balše III. i Stjepana Vukčića Kosače, koji je 20. siječnja 1448. godine u povelji njemačko-rimskog cara Fridrika III. nazvan Herzog, što na njemačkom jeziku znači vojvoda. Stjepan Kosača je pak već i prije te povelje nosio naslov »Vojvoda Humske zemlje«. Kosača titulu u svojoj diplomatsko-upravnoj korespondenciji i dekretima koristi u pohrvaćenu obliku »herceg od Svetog Save«, odakle i potječe novi naziv Humske zemlje – Hercegovina.  
Braća su joj i sestre bili: 
- Vladislav Hercegović Kosača,
- Vlatko Hercegović Kosača i
- Stjepan Hercegović Kosača kojeg otac nakon pada Hercegovine pod vlast Osmanlija, šalje u Carigrad, gdje je prešao na islam, uzeo ime Ahmed-paša Hercegović i postao veliki vezir Osmanskoga Carstva,
- te sestra Mara koja se udala za Ivana Crnojevića.

Herceg Stjepan borio se za stabilnost Humske zemlje, pa je zbog turskih osvajačkih prijetnji s istoka održavao prijateljske odnose s rodom Kotromanića, bosanskih kraljeva i banova. Iz tih odnosa se javila simpatija, zatim ljubav i 1446. brak njegove kćeri, Katarine Kosače i uglednog prijestolonasljednika Stjepana Tomaša Kotromanića. Tim brakom su Hercegovina i Bosna bile ujedinjene. Budući da je Stjepan Tomaš obećao papi da će iskorijeniti bogumile iz svoga kraljevstva, dvadesetdvogodišnja Katarina je postala rimokatolkinja.
Stjepan Tomaš Kotromanić s kraljicom Katarinom imao je troje djece: Sigismunda (Žigmunda), Katarinu i treće dijete o kojemu se gotovo ništa ne zna.[nedostaje izvor] Stolovali su u kraljevskom gradu Bobovcu pokraj Kraljeve Sutjeske. Kralj Stjepan Tomaš pod nerazjašnjenim okolnostima umro je 10. srpnja 1461. Nasljedio ga je sin iz prethodna braka s Vojačom, Stjepan Tomašević. Kraljici Katarini dan je naslov »Kraljice majke« i nastavila je živjeti na kraljevskom dvoru.

### Bijeg iz Bosne
Za vrijeme osmanskoga napada na najutvrđeniji kraljevski grad Bobovac oko 20. svibnja 1463. godine Katarina je sudjelovala u obrani.[nedostaje izvor]
Nakon Radakove izdaje Bobovca kraljica Katarina je, prema predaji, s djecom i kraljevskom pratnjom na konjima potkovanim naopako bježala preko Fojnice.
Kad je stigla do vrela Bosne poželjela je odmoriti se jer su joj se tu i svatovi odmarali na Spasovo 1446. kad se Katarina udala za kralja Tomaša. Netko je kraljicu prokazao i malodobnu djecu Žigmunda (12-14) i Katarinu (10 godina), dok su se igrala, Osmanlije su iz zasjede zarobili, odveli u Carigrad i islamizirali. Teško pogođena sudbinom djece nastavila je bijeg starim Rimskim putem preko Konjica, Glavatičeva, Nevesinjskoga polja, Stjepankrsta, Blagaja, Maslina kod Stoca, Hutova do Stona i Dubrovnika.
U Ston Dubrovčani šalju dva broda da može doploviti u Dubrovnik.
Sa sobom je ponijela kraljevski mač svoga pokojnog muža. Mač je pohranila u Dubrovniku „pod zavjetom da se on preda njezinom sinu Šimunu kad se oslobodi turskoga ropstva kako bi se borio za oslobođenje svoje zemlje”. U srpnju 1463. boravila je na Lopudu.

### Boravak u Rimu
Dubrovnik je bio izložen osmanskoj opasnosti te je kraljica Katarina iz dubrovačkoga kraja otišla je u Rim. U zimi 1464. otplovila je u Anconu s pratnjom od četrdesetak plemića.
Papa Pio II. 12. kolovoza 1464. u Anconi je okupio vojsku kojoj je bio na čelu i bili su spremni krenuti u oslobađanje Bosanskoga kraljevstva. Međutim, tri dana kasnije papa je pod nerazjašnjenim okolnostima umro. Vjeruje se da je namjera prokazana i da je papa otrovan.
Godine 1472. godine nazočila je prijenosu kostiju svetoga Bernardina Sijenskoga u crkvu u Akvileji. Još 1457. godine njezin muž kralj Stjepan Tomaš dao je prinos za tu crkvu. Također, zabilježena je i među hodočasnicima 1475. godine kada je papa Siksto IV. proglasio jubilejsku godinu.

### Oporuka i smrt
Dana 20. listopada 1478. pozvala je javnog notara Antu Jurina, svećenika Splitske biskupije koji je tada bio na službi u crkvi sv. Petra u Rimu, da sastavi njezinu oporuku. Svih sedam svjedoka njezine oporuke bile su crkvene osobe – šest franjevaca samostana Aracoeli i Jure Marinov, rabski arhiđakon koji je u to vrijeme bio na službi kod kardinala Marka Barba. U svojoj oporuci pet dana prije smrti napisala je oporuku da svoje zemlje, Bosnu i Hercegovinu ostavlja svojoj djeci u nasljedstvo, pod uvjetom da se vrate katoličkoj vjeri. Inače, Kraljevstvo ostavlja papi Sikstu IV. i njegovim zakonitim nasljednicima. Svojoj je djeci ostavila neke predmete (bodež, dvije tase i dva srebrna vrča), a sinu još i očev mač.
U oporuci izražava želju da se sahrani u crkvi Aracoeli te za pokop i obrede ostavlja 200 dukata. Crkvi je ostavila i pozlaćeni kraljevski plašt i svileni oltarnik koji je koristila u svojoj kapelici. Ostale predmete iz kapelice: misal, kalež s patenom i korporalom, kazula i ostalo misničko ruho skupa sa svilenim oltarnikom, ostavlja crkvi sv. Jeronima u Rimu. Sve relikvije koje je imala ostavila je crkvi sv. Katarine u Jajcu.
Za izvršitelje oporuke imenovala je dubrovačkog kanonika Matu de Raguisa koji je u to vrijeme bio u službi kardinala Julijana Rovere, te Paulu Mirković i Radića Klešića. Na kraju je zamolila biskupa Bartolomeja Marasca da dogovori sastanak izvršitelja njezine oporuke s vicekancelarom Rimske crkve Rodrigom Borgiom. Ti su izvršitelji trebali papi i kardinalskom zboru predati njezinu oporuku zajedno s mačem kralja Tomaša. Pet dana nakon pisanja oporuke umrla je i pokopana je u crkvi Aracoeli u Rimu pred glavnim oltarom te crkve.
Na grobnoj ploči stoji natpis:

Catharinae Reginae Bosnensi
Stephani ducis San[c]ti Sabbae sorori
et genere Helene et domo principis
Stephani natae Thomae regis Bosnae
uxori quantum vixit annorum LIIII
et obdormivit Romae anno Domini
MCCCCLXXVIII dei XXV oteobris [sic]
monumentum ipsius scriptis positu
Izvorni zapis bio je na ikavici, koji je ona sama pet dana prije smrti zapisala: »Priminu u Rimu na lito Gospodina 1478. na dni 25. oktobra — spominjak nje pismom postavljen.« Danas toga natpisa nema jer je prilikom obnove crkve i zamijenjen latinskim.

## Podignute crkve i kapele
Za života je podigla nekoliko kapela i crkava: Svetu Katarinu u Jajcu, Presveto Trojstvo u Vrilima kod Kupresa (1447.).
Gradeći tu crkvu otkrilo se da se na tom mjestu nalazila starokršćanska bazilika. Papa Nikola V. hodačasnicima crkvi Presvetoga trojstva u Vrilima udijelio je oprost. Hodočašće u čast Nikole V. i kraljice Katarine obavlja se 18. lipnja. Katarina je dala sagraditi i franjevački samostan, crkvu Svete Kate u Kreševu te kod Fojnice u Kozogradu kapelu, zatim crkvu sv. Marije u Grebenu (Krupa n/Vrbasu), crkvu sv. Marije u „Virbenu“ (Vrbanja, Kotor Varoš) i crkvu svetog Jurja u Jezeru „koju diže Juraj Vojsalić-Hrvatinić“ te crkvu sv. Katarine na Katini kod Jajca.

## Katarina u tradicijskoj kulturi
Katarina je među Hrvatima ostala zapamćena kroz brojne običaje, pjesme, kazivanja i legende. Žene u kraju Kraljeve Sutjeske i danas se pokrivaju crnim rupcima kao znak žalosti na njezin život – te se žene nazivaju »Katarinke«. Prema legendi je upravo Katarina seoske žene u Kraljevoj Sutjesci naučila vesti takve rupce. 
Fra Bono Benić u svom Ljetopisu zapisao je da se u Sutješkom samostanu čuvaju: plašt, stola, svileni ubrus, kvadratična svilena vrećica, uškrobljeni rubac za misu, dio misnice. Sve to izvezla je i zlatom protkala kraljica Katarina.
Sačuvana su njezina tri portreta; prvi je izradio Giovanni Bellini za njezina boravka u Rimu, drugi je u Sikstinskoj kapeli u sceni s gubavcem u Rossellijevom diptihu »Govor na brdu« i treći iz samostana u Kraljevoj Sutjesci, kojeg je predao fra Marin Nedić na čuvanje J. J. Strossmayeru.

## Posljednja kraljica Bosne?
Stariji istraživači Katarinu su smatrali pretposljednjom kraljicom Bosne, jer posljednjom bosanskom kraljicom smatrali su kraljicu Maru, supruga posljednjeg kralja u Bosni (po tom tumačenju) i kći despota Srbije, a ne Katarinu koja je bila supruga pretposljednjeg bosanskog kralja. Katarina je bila kraljica, odnosno prva žena u Bosni, tijekom svog braka sa Stjepanom Tomašem. Budući da je njen brak s Tomašem završio njegovom smrću 1461. godine, a na prijestolje sjeo Katarinin posinak Stjepan Tomašević, koji je kraljicu Katarinu nazivao "Majka kraljica" iako je položaj kraljice u Bosni (prve žene kraljevstva) zauzela je Tomaševićeva supruga Mara Branković. Tomaševićevom smrću Mara je ostala udovica posljednjeg kralja u Bosni, odnosno posljednja kraljica u Bosni.
Pojedini suvremeni istraživači drže da je Katarina bila posljednja bosanska kraljica. Uzroci legendi o Katarini, posljednjoj bosanskoj kraljici temeljito su ispitivani i povjesničari smatraju da su uspjeli otkriti razlog. Naime, nakon smrti njenog posinka, kralja Stjepana Tomaševića 1463, Katarina je ostatak svog života provela pokušavajući dobiti pomoć za obnavljanje kraljevstva u Bosni. Pri tome, Katarina je polagala pravo na bosansko kraljevstvo, a Marija ju je podržavala, ili se nije protivila. Osim toga, Katarina je sa sobom u progonstvo ponijela i sve kraljevske oznake (i krunu), koje su se prenosile s kralja na kralja, simbole kraljevske moći. Obje činjenice govore da je ona utjelovljavala posljednji oblik kraljevstva u Bosni, tj. da je sukladno tome bila posljednja kraljica. Zbog toga je se neformalno smatra posljednjom kraljicom u Bosni, iako ona to formalno nikad nije bila.
Postoji i treće tumačenje, po kojem je nakon pada Kraljevstva Kotromanića istu funkciju preuzela Bosna Matije Korvina (teritorij, prijestolnicu, vlast, crkvenu i svjetovnu vlastelu te narod), iz čega proizlazi zaključak da je dinastija Korvin zapravo detronizirala dinastiju Kotromanić s prijestolja u Bosni, navodivši da su je kraljevina u Bosni priznata tek 1461. godinu i nešto prije njezina pada, a da su se cijelo vrijeme njenim suverenima smatrali hrvatsko-ugarski kraljevi, uz ogradu da se to odnosi na dio Bosne koji je kontrolirao Korvin nakon ratova iz 1463. i 1464. Takvo gledište poznaje više bosanskih kraljica u vrijeme Katarine, već spomenutu Maru, zatim Beatricu Aragonsku, suprugu Matije Korvina. Nikola Iločki, Matija Radivojević i Matija Vojsalić bili su vazalni kraljevi te seanonimne supruge ne mogu smatrati bosanskim kraljicama.

### Članci
- Nekić, Nevenka. 1990. Ženski likovi u hrvatskoj povijesti. Obnovljeni Život. Filozofsko teološki institut Družbe Isusove. Zagreb. 45 (6): 543–557
- Korać, Dijana. 2013. Neki aspekti religioznosti u Kosača. Croatica Christiana periodica. Sveučilište u Zagrebu - Katolički bogoslovni fakultet. Zagreb. 37 (72): 51–72

## Vanjske poveznice
- Katarina Kosača-Kotromanić  Arhivirana inačica izvorne stranice od 19. kolovoza 2012. (Wayback Machine)
- Portret Katarine Kotromanić  Arhivirana inačica izvorne stranice od 20. kolovoza 2012. (Wayback Machine)
- Marko Dragić, Posljednja bosanska kraljica, Katarina Kosača